# Tělovýchovná jednota Sparta ČKD Praha 1984-1985
Questa voce raccoglie le informazioni riguardanti il Tělovýchovná jednota Sparta ČKD Praha nelle competizioni ufficiali della stagione 1984-1985.

## Stagione
In questa stagione partono Tomáš Skuhravý (RH Cheb), Zdeněk Ščasný (Bohemians Praga) e nel gennaio del 1985 Vítězslav Lavička (RH Cheb) e Jiří Kabyl (Arsenal Česká Lípa). Arrivano Petar Novák e Lubomír Pokluda (RH Cheb). Vladimír Táborský dopo esser stato per anni il vice di diversi allenatori, viene promosso anch'egli allenatore.
Lo Sparta Praga vince il campionato pur avendo gli stessi punti del Bohemians Praga (43). In Coppa Campioni i granata raggiungono i quarti di finale eliminando Vålerenga (3-5) e Lyngby (2-1): nei quarti la società italiana della Juventus vince 3-0 in casa e perde 0-1 a Praga facendo concludere l'avventura europea ai cechi e andando a vincere la competizione che sarà caratterizzata, in finale, dalla strage dell'Heysel.

## Rosa
| N. |                           | Ruolo | Calciatore       |
| -- | ------------------------- | ----- | ---------------- |
|    | Cecoslovacchia (bandiera) | P     | Andre Houška     |
|    | Cecoslovacchia (bandiera) | P     | Jaroslav Olejár  |
|    | Cecoslovacchia (bandiera) | P     | Jan Stejskal     |
|    | Cecoslovacchia (bandiera) | D     | Miloš Beznoska   |
|    | Cecoslovacchia (bandiera) | D     | Július Bielik    |
|    | Cecoslovacchia (bandiera) | D     | František Straka |
|    | Cecoslovacchia (bandiera) | C     | Vlastimil Calta  |
|    | Cecoslovacchia (bandiera) | C     | Jan Berger       |
|    | Cecoslovacchia (bandiera) | C     | Jozef Chovanec   |

| N. |                           | Ruolo | Calciatore         |
| -- | ------------------------- | ----- | ------------------ |
|    | Cecoslovacchia (bandiera) | C     | Daniel Drahokoupil |
|    | Cecoslovacchia (bandiera) | C     | Ivan Hašek         |
|    | Cecoslovacchia (bandiera) | C     | Josef Jarolím      |
|    | Cecoslovacchia (bandiera) | C     | Lubomír Pokluda    |
|    | Cecoslovacchia (bandiera) | A     | Miroslav Denk      |
|    | Cecoslovacchia (bandiera) | A     | Zdeněk Procházka   |
|    | Cecoslovacchia (bandiera) | A     | Petar Novák        |
|    | Cecoslovacchia (bandiera) | A     | Stanislav Griga    |